# T-40
El T-40 fue un tanque ligero anfibio producido por la Unión Soviética, a finales de la década de 1930, y que fue utilizado por el Ejército Rojo durante la Guerra de Invierno y la Segunda Guerra Mundial. Estaba armado con una ametralladora DShK de 12,7 mm. Era uno de los pocos tanques de la época que podía cruzar un río sin necesidad de un puente.
Fue principalmente destinado a las unidades de reconocimiento. Se produjo una versión terrestre del T-40, el T-40S, que posteriormente fue redesignada como T-60. El T-60 era más barato, sencillo, mejor armado y podía cumplir la mayoría de los mismos papeles, por lo cual la producción del T-40 cesó.
El vehículo fue principalmente empleado en la Operación Barbarroja y la defensa de Moscú, siendo rara vez visto en combate después de 1941, aunque fue empleado en las escuelas soviéticas de tanquistas hasta 1946. 44 unidades de este tanque fueron equipadas con lanzacohetes múltiples Katiusha, que lanzaban 24 cohetes de 84 mm desde un lanzador hecho de rieles de acero.

## Importancia
La capacidad anfibia era importante para el Ejército Rojo, evidenciándose por la producción de más de 1.500 tanques anfibios en la década de 1930. El T-40 fue ideado para reemplazar a los envejecidos tanques anfibios T-37A y T-38. Era un modelo superior, pero debido a las exigencias de la guerra los soviéticos favorecieron la producción de modelos de tanques más sencillos, por lo que solamente se construyó una pequeña cantidad del T-40.

## Desarrollo
A finales de 1938, viendo que la concepción inspiradora de los tanques T-37A y T-38 estaba quedando anticuada, el ingeniero jefe N.A. Astrov, de la Fábrica Número 37 de Moscú, ideó el proyecto «010». Se mejoró la protección mediante la inclinación del blindaje, así como el armamento, mediante la adición de una ametralladora DShK de 12,7 mm y una radio 71-TK-3 quedó montada como equipamiento estándar, a la derecha del comandante. Las cualidades náuticas del proyecto fueron igualmente grandemente reforzadas por la forma de barco del casco del vehículo, el acceso al motor por el interior del vehículo, la adición de un parabrisas y el cierre hermético de las escotillas, todo lo cual le permitía navegar incluso con un mar de fuerza 3. Por lo demás, la hélice y los dos timones estaban protegidos contra disparos de armas ligeras, y se montó un compás magnético para la navegación nocturna o entre la niebla.
En julio de 1939 se construyeron cuatro prototipos, seguidos poco después por otros dos más, mediante el uso de motores importados Dodge de 76 CV o D5 de 85 CV, debido a la penuria de existencias de motores en esas fechas en la Unión Soviética. Tras las pruebas, se agrandó el casco del vehículo en 12 cm de longitud y 5 cm de anchura, se la rebajó en 2 cm y se montó un motor de fabricación local, el GAZ-202 de 85 CV. Tres nuevos prototipos aparecieron en marzo de 1940, y una preserie de fabricación de 15 unidades en agosto.
A pesar de una visita de Gueorgui Zhúkov (jefe del Estado Mayor del Ejército Rojo) y Semión Timoshenko (ministro de Defensa de la URSS), que trajo como consecuencia una modernización de la fábrica, la producción, iniciada en octubre del mismo año, resultó insuficiente, ya que a final de año se habían fabricado únicamente 37 tanques frente a los 100 previstos para esa fecha.
El T-40 era una mejora respecto al T-37A y al T-38 en varios aspectos. La suspensión de resortes helicoidales del T-38 fue reemplazada por una moderna suspensión de barra de torsión, con cuatro ruedas de rodaje a cada lado. Su casco en forma de embarcación estaba hecho por soldadura, al contrario de los cascos remachados del T-37A y el T-38. La torreta soldada y de forma cónica mejoró la protección, aunque su blindaje todavía era muy delgado. Su armamento consistía en una sola ametralladora pesada DShK de 12,7 mm, que era un arma mucho más potente que la ametralladora ligera Degtiariov DP-27 de 7.62 mm montada en el T-37A y el T-38.
En el agua, la propulsión se hacía mediante una pequeña hélice montada en la parte posterior del casco. La hélice estaba ubicada dentro de una hendidura de la parte posterior del casco, estando mejor protegida que la hélice expuesta del T-38. La flotabilidad estaba asegurada por el gran casco en forma de embarcación.
Cuando tiene lugar la Operación Barbarroja, es decir, la invasión alemana de la URSS, el 22 de junio de 1941, únicamente se habían producido 216 unidades de este tanque, por lo que se decidió simplificar la producción mediante la retirada de la radio y de los equipamientos anfibios. En julio de 1941, tras haberse fabricado 60 ejemplares más, se puso en producción una versión dotada de un mejor blindaje y sin la cavidad trasera para la hélice, a la que se designó provisionalmente como T-30. En septiembre, tras pruebas infructuosas con los cañones automáticos TNSh de 20 mm y MP-6 de 23 mm, se montaron de serie algunos ShVAK de 20 mm sustituyendo la ametralladora DShK. Se fabricaron en total 709 ejemplares hasta el cese de la producción a finales de 1941.

## Producción
El T-40 entró en producción poco antes del inicio de la guerra, siendo ideado para equipar unidades de reconocimiento. Como la necesidad de grandes cantidades de tanques se volvió apremiante, se diseñó una variante secundaria no anfibia basada en el chasis del T-40. Este diseño pasó a ser el T-60. El T-60 era más sencillo, barato, mejor armado y podía cumplir la mayoría de los mismos papeles. Bajo la presión de la guerra, la producción del T-40 fue cancelada en favor del T-60. Por lo tanto, solo 222 T-40 fueron suministrados, en comparación a los más de 6.000 T-60.
El último lote de T-40 fue producido con lanzacohetes múltiples BM-8-24 Katiusha montados sobre el casco en lugar de la torreta. Esta versión podía lanzar 24 cohetes de 84 mm desde un lanzador hecho de rieles de acero. En el otoño de 1941, un total de 44 T-40 fueron modificados en este modelo.
Otras variantes fueron los tanques ligeros T-30A y T-30B, que eran los prototipos del T-40 y el T-60 respectivamente. Ambos estaban armados con un cañón automático de 20 mm y una ametralladora DT. Estos prototipos se encuentran expuestos en el Museo de tanques de Kubinka.

## Historial de combate
Durante la llamada Guerra de Invierno, es decir, el ataque contra Finlandia por parte del Ejército Rojo a finales de 1939, se evidenciaron algunos de los defectos del T-40, especialmente en esos primeros modelos con blindaje más ligero, que podía ser penetrado incluso por armamento de calibres medios.
El T-40 fue ampliamente fotografiado durante la Operación Barbarroja y durante la defensa de Moscú. Muchos fueron destruidos en combate. Este tanque fue rara vez visto en primera línea después de 1941, aunque algunos T-40 continuaron en servicio hasta 1946 en algunas unidades de entrenamiento de tanquistas.
Las tropas rumanas capturaron un T-40 el 1 de noviembre de 1942.

## Variantes
- T40: versión anfibia.
- T40S: versión despojada de material anfibio.
- T40S: versión con blindaje mejorado (15 mm para el casco y 20 mm para la torreta)
- T30: versión armada con cañón automático ShVAK de 20 mm